# Nicole Althaus
Nicole Althaus (* 21. März 1968 in Stans) ist eine Schweizer Journalistin, Kolumnistin, Bloggerin und Autorin.  

## Leben
Althaus studierte Germanistik und Kunstgeschichte in Zürich und Berlin. 
Nach dem Abschluss ihres Studiums im Jahr 1994 leitete sie das Theater- und Tanzprogramm des Kulturzentrums Boa in Luzern, bevor sie 1997 beim Landboten in Winterthur ihre journalistische Laufbahn startete. 1998 absolvierte sie ein Internship am Museum of Modern Art in New York und arbeitete danach als Kultur- und Gesellschaftsredaktorin für die Zeitschriften annabelle und Facts.
2009 machte sie sich als Texterin und Konzepterin selbstständig und lancierte für Newsnetz/tagesanzeiger.ch den Mamablog, den sie bis 2010 leitete. 
Im 2010 übernahm Althaus die Chefredaktion des Schweizer Familienmagazins wir eltern. Seit 2014 ist sie Chefredaktorin Magazine und Mitglied der Chefredaktion der NZZ am Sonntag, die sie 2021 interimistisch leitete und wo sie eine Kolumne schreibt. 
Nicole Althaus ist verheiratet und lebt getrennt mit ihren zwei Töchtern in der Nähe von Zürich.

## Publikationen
- Macho-Mamas: Warum Mütter im Job mehr wollen sollen. Mit Michèle Binswanger. Nagel & Kimche, München 2012, ISBN 978-3-312-00526-0.
- Gruß aus der Küche. Texte zum Frauenstimmrecht. Mit einem Text von Nicole Althaus. Rotpunktverlag Zürich, 2020, ISBN 978-3-85869-887-2.
- Ein Boa Teil, Hrsg. Orpheo Carcano et al. Mit einem Text von Nicole Althaus. Maniac Press, 2008, ISBN 978-3-033-01645-3.

## Auszeichnungen
Für ihre Arbeit als Chefredaktorin des Audi Magazins wurde sie 2009 mit dem Swiss Text Award ausgezeichnet.
Im 2010 gewann Nicole Althaus zusammen mit Michèle Binswanger die Publikumswahl des Branchenmagazins Schweizer Journalist zur Journalistin des Jahres.